# Championnats du monde de tir 1910
Navigation
Édition précédente Édition suivante
Les championnats du monde de tir 1910, quatorzième édition des championnats du monde de tir, ont eu lieu à Loosduinen, aux Pays-Bas, en 1910.